# Нікола Гартманн
Нікола Гартманн-Дюнсер (нім. Nikola Hartmann-Dünser; нар. 5 червня 1975, Гетцис, федеральна земля Форарльберг) — австрійська борчиня вільного стилю, п'ятиразова чемпіонка світу, п'ятиразова чемпіонка, срібна та бронзова призерка чемпіонатів Європи.

## Біографія
Спочатку займалася легкою атлетикою і навіть взяла участь у молодіжному Кубку світу у змаганнях з метання списа. Потім ще 2 роки займалася дзюдо. Вільною боротьбою почала займатися з 1991 року. Була срібною призеркою чемпіонату світу 1993 року серед юніорів. Виступала за борцівський клуб KSV Гьотцис. Тренувалася під керівництвом свого батька Бруно Гартманна — учасника змагань з вільної боротьби на літніх Олімпійських іграх 1972 року та Віталія Маркетенко (Маркотенко). 2010 року увійшла до всесвітньої Зали слави Міжнародної федерації об'єднаних стилів боротьби (FILA).

## Спортивні результати на міжнародних змаганнях

### Виступи на Чемпіонатах світу
| Змагання                        | Збірна  | Вагова категорія          | Місце  |
| ------------------------------- | ------- | ------------------------- | ------ |
| Чемпіонат світу з боротьби 1992 | Австрія | жіноча боротьба, до 57 кг | 12     |
| Чемпіонат світу з боротьби 1993 | Австрія | жіноча боротьба, до 61 кг | Золото |
| Чемпіонат світу з боротьби 1994 | Австрія | жіноча боротьба, до 61 кг | Золото |
| Чемпіонат світу з боротьби 1995 | Австрія | жіноча боротьба, до 61 кг | Золото |
| Чемпіонат світу з боротьби 1997 | Австрія | жіноча боротьба, до 62 кг | 8      |
| Чемпіонат світу з боротьби 1998 | Австрія | жіноча боротьба, до 62 кг | Золото |
| Чемпіонат світу з боротьби 1999 | Австрія | жіноча боротьба, до 62 кг | 6      |
| Чемпіонат світу з боротьби 2000 | Австрія | жіноча боротьба, до 62 кг | Золото |
| Чемпіонат світу з боротьби 2002 | Австрія | жіноча боротьба, до 63 кг | 6      |
| Чемпіонат світу з боротьби 2003 | Австрія | жіноча боротьба, до 63 кг | 13     |
| Чемпіонат світу з боротьби 2005 | Австрія | жіноча боротьба, до 63 кг | 16     |
| Чемпіонат світу з боротьби 2006 | Австрія | жіноча боротьба, до 63 кг | 16     |
| Чемпіонат світу з боротьби 2007 | Австрія | жіноча боротьба, до 63 кг | 9      |
| Чемпіонат світу з боротьби 2008 | Австрія | жіноча боротьба, до 63 кг | 11     |
| Чемпіонат світу з боротьби 2009 | Австрія | жіноча боротьба, до 63 кг | 11     |

### Виступи на Чемпіонатах Європи
| Змагання                         | Збірна  | Вагова категорія          | Місце  |
| -------------------------------- | ------- | ------------------------- | ------ |
| Чемпіонат Європи з боротьби 1993 | Австрія | жіноча боротьба, до 61 кг | 5      |
| Чемпіонат Європи з боротьби 1996 | Австрія | жіноча боротьба, до 61 кг | Золото |
| Чемпіонат Європи з боротьби 1997 | Австрія | жіноча боротьба, до 62 кг | Золото |
| Чемпіонат Європи з боротьби 1998 | Австрія | жіноча боротьба, до 62 кг | Золото |
| Чемпіонат Європи з боротьби 1999 | Австрія | жіноча боротьба, до 62 кг | Золото |
| Чемпіонат Європи з боротьби 2000 | Австрія | жіноча боротьба, до 62 кг | Золото |
| Чемпіонат Європи з боротьби 2001 | Австрія | жіноча боротьба, до 62 кг | 4      |
| Чемпіонат Європи з боротьби 2003 | Австрія | жіноча боротьба, до 63 кг | Срібло |
| Чемпіонат Європи з боротьби 2004 | Австрія | жіноча боротьба, до 63 кг | 6      |
| Чемпіонат Європи з боротьби 2005 | Австрія | жіноча боротьба, до 63 кг | Бронза |
| Чемпіонат Європи з боротьби 2006 | Австрія | жіноча боротьба, до 63 кг | Бронза |
| Чемпіонат Європи з боротьби 2007 | Австрія | жіноча боротьба, до 63 кг | 8      |
| Чемпіонат Європи з боротьби 2008 | Австрія | жіноча боротьба, до 63 кг | 9      |
| Чемпіонат Європи з боротьби 2009 | Австрія | жіноча боротьба, до 67 кг | 8      |

### Виступи на інших змаганнях
| Змагання                                                        | Збірна  | Вагова категорія          | Місце  |
| --------------------------------------------------------------- | ------- | ------------------------- | ------ |
| Austrian Ladies Open 1997                                       | Австрія | жіноча боротьба, до 62 кг | Бронза |
| Austrian Ladies Open 2000                                       | Австрія | жіноча боротьба, до 62 кг | Золото |
| Austrian Ladies Open 2001                                       | Австрія | жіноча боротьба, до 62 кг | Золото |
| Гран-прі Німеччини з боротьби 2002                              | Австрія | жіноча боротьба, до 63 кг | Золото |
| Austrian Ladies Open 2002                                       | Австрія | жіноча боротьба, до 63 кг | Золото |
| Manitoba Open 2003                                              | Австрія | жіноча боротьба, до 63 кг | Золото |
| Міжнародний меморіал Дейва Шульца 2003                          | Австрія | жіноча боротьба, до 63 кг | Бронза |
| Klippan Lady Open 2003                                          | Австрія | жіноча боротьба, до 63 кг | Срібло |
| Гран-прі Німеччини з боротьби 2003                              | Австрія | жіноча боротьба, до 63 кг | Срібло |
| Austrian Ladies Open 2003                                       | Австрія | жіноча боротьба, до 63 кг | Бронза |
| Тестовий турнір FILA 2004                                       | Австрія | жіноча боротьба, до 63 кг | 10     |
| Олімпійський кваліфікаційний турнір з боротьби 2004 (Туніс)     | Австрія | жіноча боротьба, до 63 кг | 15     |
| Олімпійський кваліфікаційний турнір з боротьби 2004 (Мадрид)    | Австрія | жіноча боротьба, до 63 кг | 5      |
| Гран-прі Німеччини з боротьби 2004                              | Австрія | жіноча боротьба, до 63 кг | Золото |
| Austrian Ladies Open 2004                                       | Австрія | жіноча боротьба, до 63 кг | 5      |
| Klippan Lady Open 2005                                          | Австрія | жіноча боротьба, до 63 кг | Бронза |
| Гран-прі Німеччини з боротьби 2005                              | Австрія | жіноча боротьба, до 63 кг | Золото |
| Austrian Ladies Open 2005                                       | Австрія | жіноча боротьба, до 63 кг | Золото |
| Klippan Lady Open 2006                                          | Австрія | жіноча боротьба, до 63 кг | 5      |
| Гран-прі Німеччини з боротьби 2006                              | Австрія | жіноча боротьба, до 63 кг | Золото |
| Austrian Ladies Open 2006                                       | Австрія | жіноча боротьба, до 63 кг | Бронза |
| Золотий Гран-прі з боротьби 2006                                | Австрія | жіноча боротьба, до 63 кг | 4      |
| Klippan Lady Open 2007                                          | Австрія | жіноча боротьба, до 63 кг | 9      |
| Гран-прі Німеччини з боротьби 2007                              | Австрія | жіноча боротьба, до 63 кг | Срібло |
| Austrian Ladies Open 2007                                       | Австрія | жіноча боротьба, до 63 кг | 11     |
| Austrian Ladies Open 2008                                       | Австрія | жіноча боротьба, до 63 кг | 5      |
| Олімпійський кваліфікаційний турнір з боротьби 2008 (Едмонтон)  | Австрія | жіноча боротьба, до 63 кг | 5      |
| Олімпійський кваліфікаційний турнір з боротьби 2008 (Хапаранда) | Австрія | жіноча боротьба, до 63 кг | 17     |
| Klippan Lady Open 2009                                          | Австрія | жіноча боротьба, до 63 кг | 7      |
| Austrian Ladies Open 2009                                       | Австрія | жіноча боротьба, до 63 кг | 8      |

### Виступи на змаганнях молодших вікових груп
| Змагання                                      | Збірна  | Вагова категорія          | Місце  |
| --------------------------------------------- | ------- | ------------------------- | ------ |
| Чемпіонат світу з боротьби серед юніорів 1993 | Австрія | жіноча боротьба, до 60 кг | Срібло |